# صموئيل بي. غريفيث
صموئيل بي. غريفيث (بالإنجليزية: Samuel B. Griffith)‏ هو ضابط أمريكي، ولد في 31 مايو 1906 في لويستاون في الولايات المتحدة، وتوفي في 27 مارس 1983 في نيوبورت في الولايات المتحدة.

## وصلات خارجية
- صموئيل بي. غريفيث على موقع ميوزك برينز (الإنجليزية)
- صموئيل بي. غريفيث على موقع أول ميوزيك (الإنجليزية)